# The Night (Scooter)
"The Night" è un singolo del gruppo musicale tedesco Scooter. La canzone è un'interpolazione di "The Night" di Valerie Dore. Il brano è stato pubblicato come secondo singolo dal nono album in studio di Scooter, The Stadium Techno Experience, il 26 maggio 2003.

## Tracce

### Maxi CD (Germania)
1. The Night (Radio edit) – 3:24
2. The Night (Club mix) – 5:52
3. The Night (Starsplash remix) – 3:54
4. The Night (Langenhagen remix) – 6:02
5. Cordyline – 3:46

### CD (Edizione europea)
1. The Night (Radio edit) – 3:24
2. The Night (Extended) – 4:57

### 12 pollici (Edizione europea)
1. The Night (Club mix) – 5:47
2. The Night (Extended) – 4:57
3. The Night (Starsplash remix) – 6:09
4. The Night (Langenhagen remix) – 7:05

### Cassetta (UK)
1. The Night (Radio edit) – 3:22
2. The Night (LMC mix) – 4:47

### CD (Edizione UK)
1. The Night (Radio edit) – 3:22
2. The Night (LMC remix) – 4:47
3. The Night (Almighty mix) – 7:10
4. The Night (video)

### 12 pollici (Edizione UK)
1. The Night (LMC remix) – 4:47
2. The Night (Almighty remix) – 7:10
3. The Night (Starsplash remix) – 6:09

### CD (Edizione Australiana)
1. The Night (Radio edit) – 3:24
2. The Night (Club mix) – 5:52
3. The Night (Starsplash remix) – 3:54
4. The Night (Langenhagen remix) – 6:02
5. Cordyline – 3:46